# Krachten verschuiven

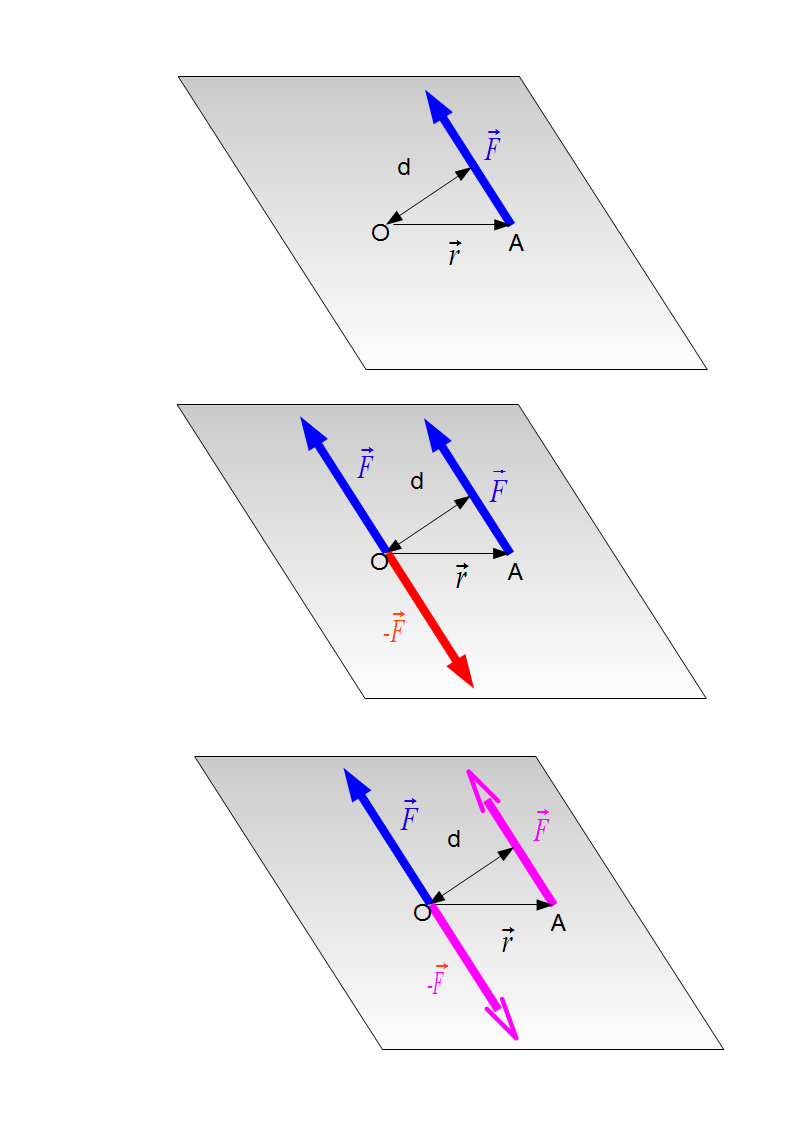
Schematisch: Verschuiven van een kracht van A naar O

Een kracht kan men verschuiven  op zijn werklijn.  Voor verdere berekeningen kan men echter ook krachten verschuiven naar een ander punt (van hetzelfde star lichaam). Dit punt is dikwijls de oorsprong van het assenstelsel.  
Er moet echter een  koppel ingevoerd worden zodat het moment van dit koppel gelijk is aan het moment van de oorspronkelijke kracht ten opzichte van dit punt.

## Bewijsvoering
Een kracht {\displaystyle {\vec {F}}} grijpt aan in A.
 Door het invoeren van  een kracht {\displaystyle {\vec {F}}} in O en een kracht {\displaystyle -{\vec {F}}} in O, verandert er niets aan de situatie. 
Men krijgt dus uiteindelijk de kracht {\displaystyle {\vec {F}}} in O en het koppel gevormd door {\displaystyle -{\vec {F}}} in O en {\displaystyle {\vec {F}}} in A. 
Het moment van dit koppel is {\displaystyle {\vec {M}}={\vec {r}}\times {\vec {F}}} (De grootte van het moment is M.d).